# Парк Лэнсдаун

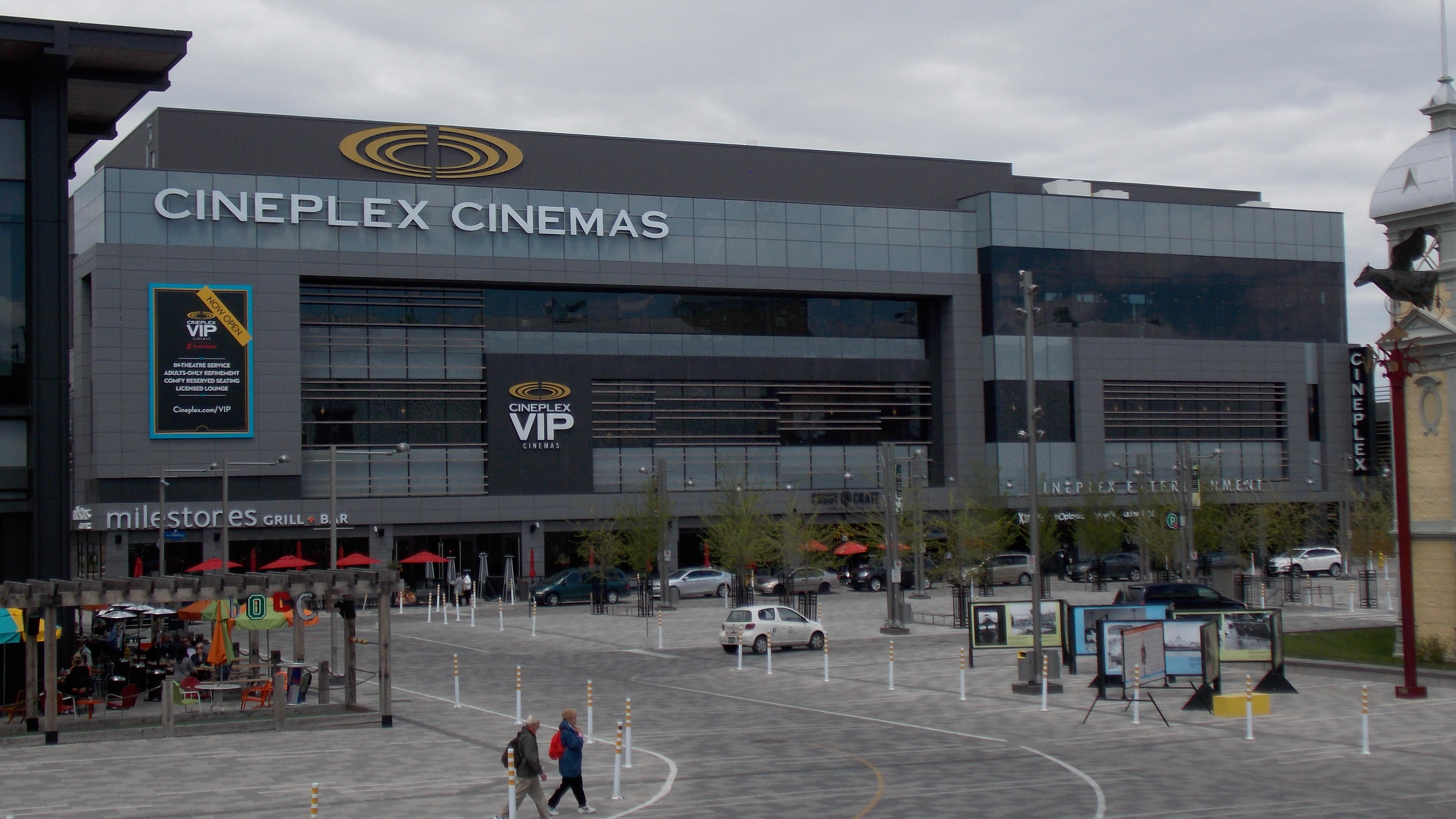
Кинотеатр Синеплекс (сооружён в 2015 году)

Лэнсдаун-парк — городской парк, исторический спортивный, выставочный и развлекательный комплекс в Оттаве, Онтарио, Канада. Занимает 16 гектаров, находящихся в собственности города Оттава. Расположен между улицей Бэнк-стрит и каналом Ридо в районе Глиб в центре Оттавы. На территории парка находится построенный в 2015 г. стадион ТД-Плаза и спортивная арена (бывший стадион Франк Клэр и Оттавский городской павильон), а также выставочный павильон Абердин и Павильон садоводов.
Начиная с 2012 года парк подвергся серьёзной реконструкции. Спортивный комплекс был частично перестроен. Рядом с парком были сооружены высотные здания-кондоминиумы. Пространство вдоль канала Ридо, где раньше располагались места для публичной парковки, было преобразовано в городской парк с зелёной зоной отдыха. Парковка была перенесена в подземное помещение. Также были построены кинотеатр, шоппинг-центр, многочисленные кафе, рестораны, центр фитнеса, баскетбольные площадки, скейт-парк, и водоемы.